# Enchentes e deslizamentos no litoral norte de São Paulo em 2023
As enchentes e deslizamentos de terra no Litoral Norte de São Paulo em 2023 ocorreram em municípios do litoral paulista em fevereiro de 2023. Em Ubatuba, São Sebastião, Guarujá, Ilhabela, Caraguatatuba e Bertioga foi decretado estado de calamidade pública.
O episódio foi categorizado por especialistas como um evento climático extremo, possivelmente relacionado à crise climática.
O período de maior intensidade das chuvas (18 e 19 de fevereiro) coincidiu com o final de semana do carnaval. Devido aos desastres, vários municípios cancelaram festividades que estavam previstas e as chuvas afastaram os turistas das praias. As quedas de barreiras em estradas também prejudicaram a saída de turistas que desejavam ir embora das cidades.
Morreram 65 pessoas (64 em São Sebastião e 1 em Ubatuba). O corpo do último desaparecido foi encontrado pelas equipes de busca em 26 de fevereiro, na Vila Sahy, em São Sebastião.

## Causas
Segundo a Metsul, os eventos de precipitação extrema foram causados por um sistema de baixa pressão atmosférica que atuou sobre o litoral de São Paulo e do Rio de Janeiro. Contudo, as chuvas se concentraram sobre o litoral paulista. A umidade que veio do oceano foi induzida pelo relevo da Serra do Mar, onde se chocou com o ar continental mais quente, gerando intensas precipitações orográficas. Durante a semana as previsões já apontavam a possibilidade de acumulados na ordem de 500 mm para o fim de semana, porém já no fim da sexta-feira, dia 17, os modelos meteorológicos elevaram os acumulados previstos para até 700 mm. O Instituto Nacional de Meteorologia (INMET) também divulgou alertas para a região durante a semana.

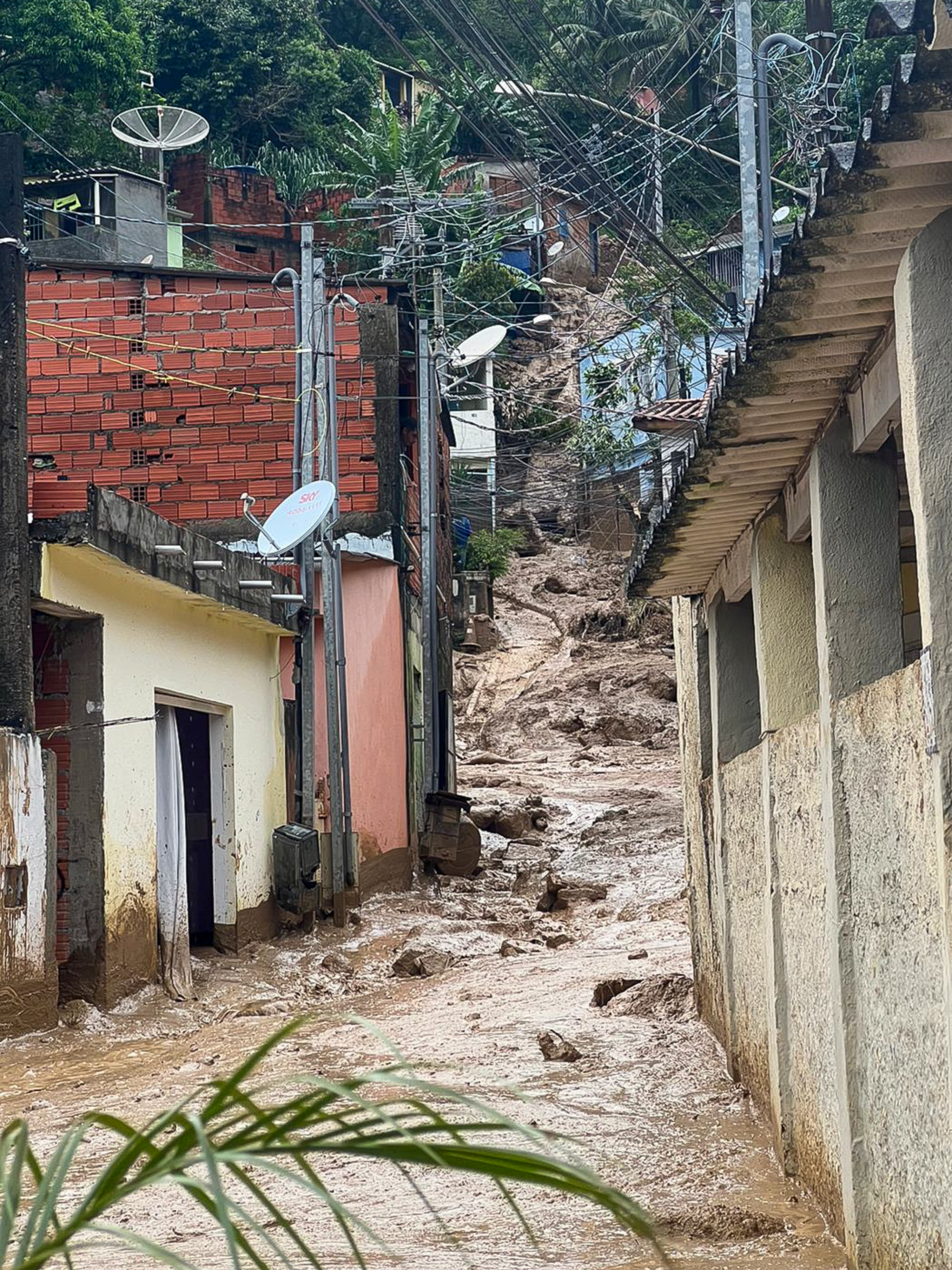
Casas afetadas em São Sebastião

Especialistas categorizaram o ocorrido como um evento climático extremo, apontando a necessidade de se investigar a correlação entre o episódio e o panorama global da crise climática. Eventos extremos, como chuvas recordes, têm se tornado cada vez mais comuns no Brasil e no mundo. Na história do tempo presente, níveis recordes de precipitação pluviométrica geraram impactos sócios-ambientais consideráveis no litoral norte paulista. Entre 1943 e 2000, recordes históricos  ocorreram em 1967 e 1997.

## Consequências
A destruição associada às chuvas recordes e aos deslizamentos na região foi descrita como "um cenário de guerra". Em menos de 24 horas, entre os dias 18 e 19 de fevereiro, houve um acúmulo de chuva acima de 600 milímetros, um dos maiores índices já registrados no Brasil para um curto período. Foram contabilizadas pelo menos 50 mortes, a maior parte das quais em São Sebastião.
Segundo o governo estadual, 560 pessoas precisaram deixar suas casas nos locais afetados, 228 ficaram desalojadas e 338, desabrigadas. A SP-98, também conhecida como a rodovia Mogi-Bertioga, foi danificada, com estimativa de que sua liberação ocorra de dois a seis meses.

## Reação

### Governo federal
|              | Lula | Logo do Twitter, um pássaro azul estilizado |
| @LulaOficial |      |                                             |

            Todo o governo federal, através da @defesacivilbre das Forças Armadas, estão à disposição e atuando para ajudar no que for necessário e somar esforços ao governo de São Paulo e prefeituras no auxílio às vítimas. Vamos reunir todos os níveis de governo e, com a solidariedade da sociedade, atender feridos, buscar desaparecidos, restabelecer as rodovias, ligações de energia e telecomunicações na região. Meus sentimentos às famílias que perderam pessoas queridas nesta tragédia.

19 de fevereiro de 2023

Dentre as ações emergenciais feitas pela União as regiões afetadas em São Paulo, está o envio de três kits de medicamentos pelo Ministério da Saúde que podem atender 4,5 mil pessoas; manutenção preventiva das rodovias e pontes organizadas pelo Ministério dos Transportes, junto à uma operação conjunta entre a pasta e  a Agência Nacional de Transportes Terrestres (ANTT), Polícia Rodoviária Federal e Defesa civil visando atender eventuais ocorrências no tráfego de veículos.
Além disso, 6 helicópteros da Aviação do Exército Brasileiro foram transferidos da Base de Aviação de Taubaté para São Sebastião, sendo 3 HM-1 Pantera, 2 HM-3 Cougar e 1 HM-4 Jaguar, totalizando  mais de 450 militares, com o objetivo de transportar policiais e bombeiros para locais de difícil acesso.
Em 22 de fevereiro, a Marinha do Brasil deslocou o navio aeródromo multipropósito NAM Atlântico A140 para participar dos esforços de socorro, funcionando como ponto de apoio para aeronaves e hospital de campanha.

#### Visita de Lula

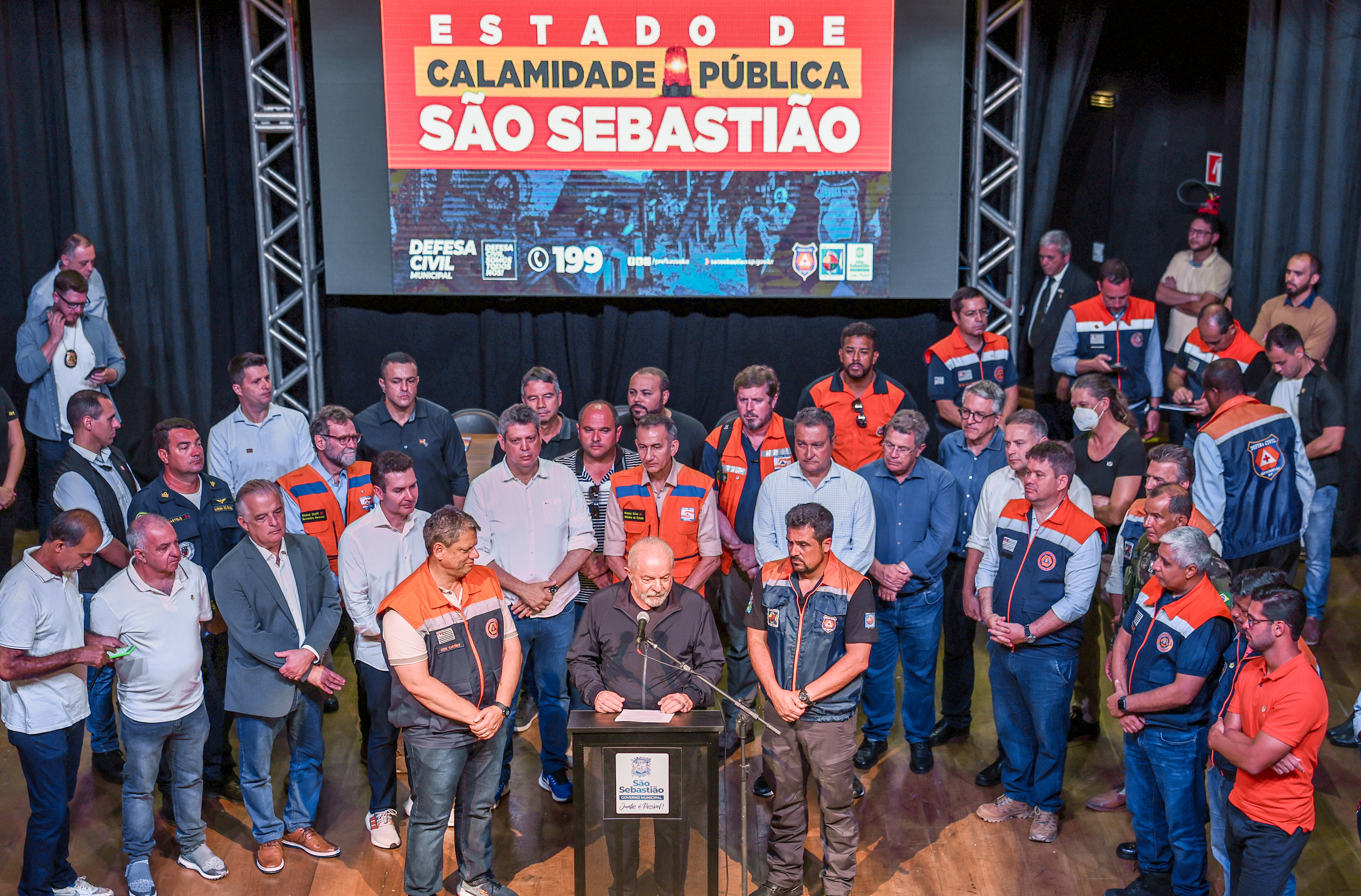
O presidente Lula da Silva e o governador Tarcísio de Freitas durante visita a São Sebastião

No dia 20 de fevereiro de 2023, o presidente do Brasil, Luiz Inácio Lula da Silva, desembarcou na Base Aérea de São José dos Campos em São Paulo com destino a São Sebastião através de um voo de helicóptero. Junto ao presidente, na comitiva, estavam os seguintes políticos:
- Waldez Góes - Ministro de Integração e de Desenvolvimento Regional
- Márcio França - Ministro de Portos e Aeroportos
- Ana Moser - Ministra de Esporte
- Jader Filho - Ministro das Cidades
- Renan Filho - Ministro de Transportes
- Alexandre Padilha - Secretaria de Relações Institucionais
- Márcio Macêdo - Secretaria-Geral da Presidência da República
- Paulo Pimenta - Secretaria de Comunicação Social

Na visita, o presidente afirmou: “Posso garantir que meus ministros, governador, estarão dispostos a conversar para que a gente compartilhe, para que a gente faça uma parceria para recuperar efetivamente, de verdade, o estrago que a chuva fez aqui em São Sebastião”. Já o prefeito de São Sebastião, Felipe Augusto, destacou: “Bairros ainda se encontram isolados e o foco neste momento sob o comando do presidente Lula e do governador Tarcísio é buscar ainda vidas. Ainda que seja um clichê, onde há esperança há vida. Todos os homens mobilizados neste momento para buscar vidas dentre os escombros”.

### Petrobrás
O presidente da Petrobras, Jean Paul Prates afirmou através de suas redes sociais que a estatal está auxiliando com maquinário e equipe às equipes responsáveis pelas operações de socorro.